# Schloss Ehrenberg (Kriebstein)

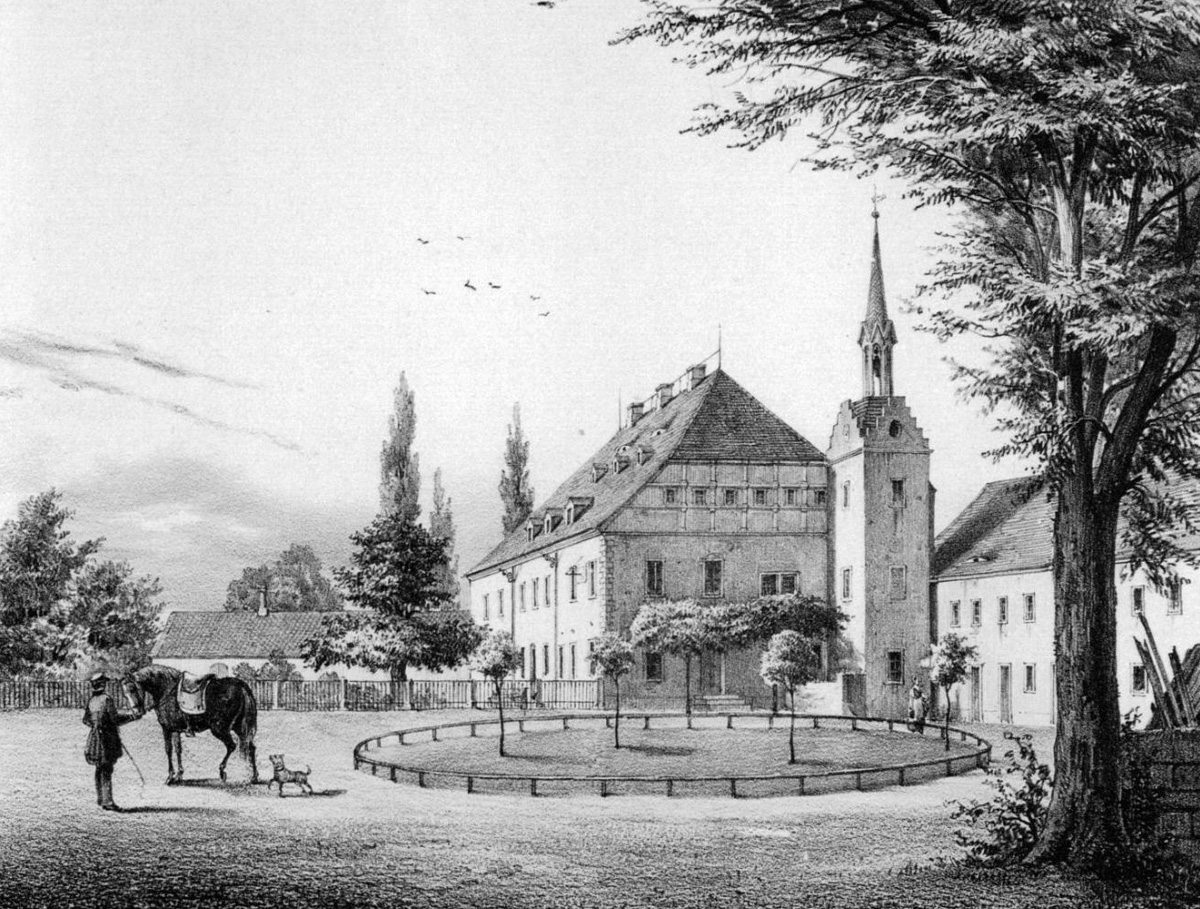
Schloss Ehrenberg um 1850

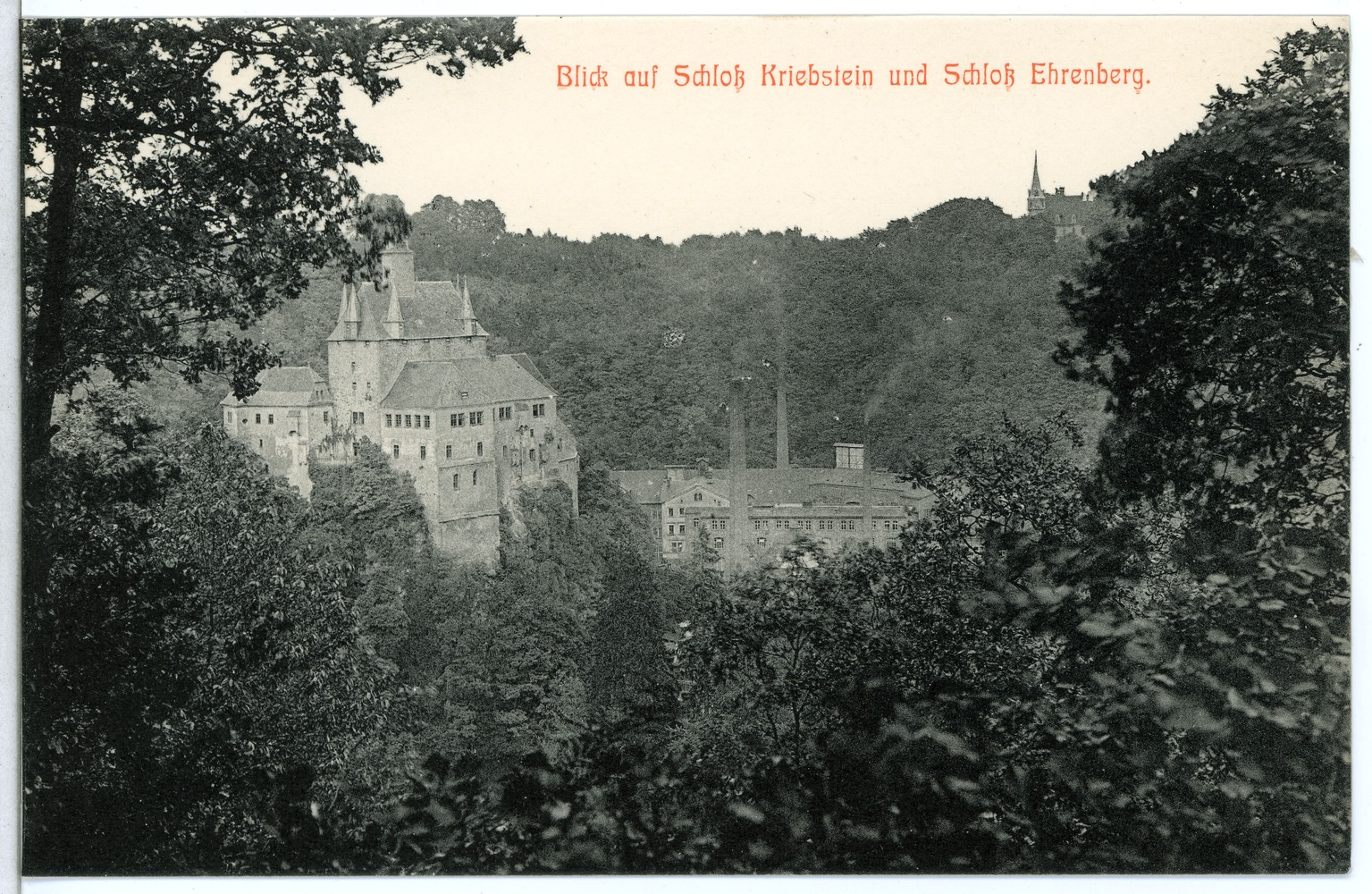
Blick auf Schloss Kriebstein und Schloss Ehrenberg um 1911

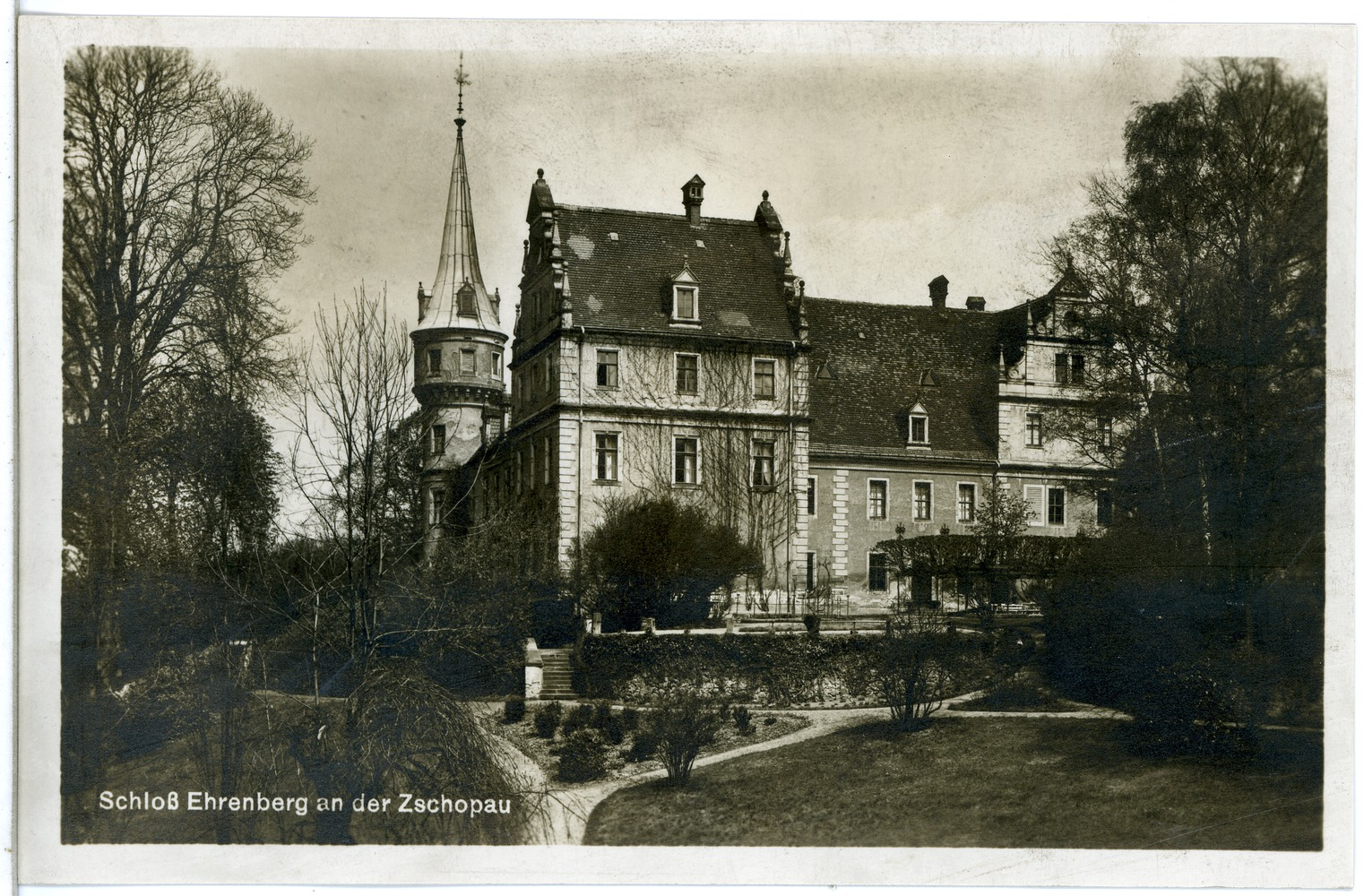
Schloss Ehrenberg um 1929

Schloss Ehrenberg war ein im 16. Jahrhundert (Grundsteinlegung am 23. April 1563) im Renaissancestil erbautes Schloss im heutigen Landkreis Mittelsachsen in Sachsen auf einer Anhöhe im Kriebsteiner Ortsteil Ehrenberg nahe der Stadt Waldheim.

## Geschichte
Die Geschichte des Schlosses Ehrenberg beginnt auf Burg Kriebstein im Zschopautal.
Die herrschaftlichen Besitzungen von Ehrenberg gehörten vor dem Jahre 1560 zu dem Gebiet der Herren von Kriebstein.
Nachdem der herzogliche Rat Georg von Carlowitz auf Kriebstein am 2. Mai 1550 verstorben war und dessen ältester Sohn Christoph die väterliche Hinterlassenschaft bis zur brüderlichen Teilung 1560 verwaltet hatte, fiel Ehrenberg unter vier Brüdern diesem zu.

### Grundsteinlegung und erste Besitzwechsel
Urkunden über den Bau des Schlosses Ehrenberg sind nicht vorhanden. Als Tag, an dem „…der Erste Grundstein am Hause Errenbergk, darauff die gewelbe stehen“ von Christoph von Carlowitz gelegt wurde, wird der 23. April 1563 genannt.
Christoph von Carlowitz starb im Mai 1577 in verschuldeten Verhältnissen, seine Gläubiger hatten bei seinem Tode verschiedene Dörfer pfandweise inne. Noch ehe sein Sohn Georg Friedrich 1584 mündig geworden, wurden die von dem Vater ererbten Besitzungen durch die Vormünder 1583 an Wilhelm von Schönberg verkauft. Dieser trat das Besitztum 1607 an seinen Schwiegersohn Georg Kölbel von Geysing durch Tausch ab, der wieder verkaufte es bereits 1611 an seinen Schwager Wolff Rudolph von Ende.
Nach dem Tode des Rudolph von Ende fiel die Herrschaft Ehrenberg an dessen Söhne. Von ihnen übernahm sie 1620 der in diesem Jahre für volljährig erklärte Hans Wolf von Ende. Er fiel am 8. November 1632 während des Dreißigjährigen Krieges als Rittmeister in einem Gefecht bei Bautzen. Unter ihm entstand unter den Untertanen infolge der ihnen auferlegten Fron- und Baudienste ein Aufstand.

### Bauernaufstand
Offenbar waren die Bauern und Gärtner mit Lasten belegt worden, die im Erbbuch nicht eingetragen waren. Sie weigerten sich, und als sie durch Gefängnisstrafen gezwungen werden sollten, kam es zu einer schweren Aufruhr. Der Nossener Amtsschösser Horn wollte einige Ehrenberger verhaften lassen. Die jagten den Amtsmann mit Schimpf und Schande zum Dorfe hinaus. Die Strafverfügungen wuchsen allmählich auf 300 Taler an und wurden natürlich nicht bezahlt.
Der Amtsverwalter Hofmann in Rochlitz sollte Gewalt anwenden. Er bot dazu außer seinen 16 Landschöppen 120 Bürger von Waldheim, Mittweida und Rochlitz auf und rückte mit den 163 Mann hinauf ins Dorf Ehrenberg. Kein Mann war auf der Straße zu sehen, nur Frauen standen an den Toren und bewarfen das Aufgebot mit Steinen. Die Bürger drangen ein, holten von der Weide einige Kühe trieben sie aufs Schloss und rückten wieder vor das Dorf. Schnell waren die Frauen bei der Hand, jagten die Wachen vor dem Schloss fort und holten ihr Vieh wieder heim.
Mittlerweile sammelten sich hinter dem Dorfe die Männer von Ehrenberg, Erlebach, Neuhausen, Reichenbach und Schönberg mit Spießen, Gabeln, Dreschflegeln und anderen bäuerlichen Waffen und stellten sich vor dem Dorfgraben auf. Frauen und Mägde sprangen mit herzu und jagten alles fort, weil ihnen der kurfürstliche Befehl zum Landaufgebot gegen sie nicht vorgezeigt worden war. Zwei Ehrenberger wurden am nächsten Tage vom Amtsverwalter nach Waldheim bestellt, da sollte ihnen das Schriftstück vorgelegt werden. Das geschah aber nicht, sondern sie wurden eingesperrt. Kaum war davon die Kunde ins Dorf gedrungen, stürmten Männer und Frauen in die Stadt, erbrachen die Fronveste und nahmen ihre Abgesandten mit.

### 1629–1861
Die Ruhe konnte erst im Jahre 1629, nach der Errichtung eines neuen Erbregisters, wiederhergestellt werden.
Nach dem Ableben des Hans Wolff von Ende übernahm dessen Witwe, eine geborene von Creutz aus dem Hause Frohburg, die Vormundschaft für ihren Sohn Wolff Rudolph von Ende. Dieser, nachmals kurfürstlich sächsischer Kammerherr, Kammer- und Bergrat, starb 1678 und hinterließ vier Söhne Wolff Gottlob, Wolff Rudolph, Wolff Carl und Wolff August. In der brüderlichen Teilung wurde Ehrenberg von dem Ältesten, Wolff Gottlob von Ende, angenommen. Er verkaufte es 1697 an Hans von Einsiedel. Nachdem dieser am 1. Oktober 1700 verstorben war, übernahm im Jahre 1720 sein ältester Sohn Johann George von Einsiedel Ehrenberg. Dieser starb 1760 in Bayreuth. Nach seinem Tode besaßen es seine beiden Söhne Johann Georg Friedrich Reichsgraf von Einsiedel und Detlev Carl Reichsgraf von Einsiedel wenige Jahre gemeinschaftlich, bis es vom jüngeren Bruder, dem Reichsgrafen Detlev von Einsiedel, übernommen wurde. Unter Detlev von Einsiedel wurde das ehemalige Amtsvorwerk Massanei, welches bis dahin mit allen Holzungen seit über 100 Jahren das Rittergut Ehrenberg pachtweise innehatte, am 16. April 1784 mit dem Rittergut vererbt und verbunden. Derselbe starb am 17. Dezember 1810. Ihm folgte sein Sohn Detlev Reichsgraf von Einsiedel, geboren zu Wolkenburg im Jahre 1773, nachdem er die Besitzungen im Jahre 1805 bis zum Jahre 1835 für die Familie verwaltet hatte.

### 19. Jahrhundert bis Zweiter Weltkrieg
Nach dem Tode des zu Dresden am 20. März 1861 verstorbenen Reichsgrafen Detlev von Einsiedel fiel das Besitztum auf seine Tochter Frau Johanna Auguste Sahrer von Sahr, die in Dresden am 6. Januar 1871 verschied und Ehrenberg, wie ihre übrigen Güter, ihrem Gemahl Karl Sahrer von Sahr hinterließ. Er starb 1874 kinderlos und vermachte es seinem Neffen, Alfred Georg Sahrer von Sahr. Mit seiner Frau Helene Sahrer von Sahr geborene Einsiedel hatte dieser drei Kinder: Johanna Auguste, Nikolaus und Elisabeth Sahrer von Sahr. Alfred Georg Sahrer von Sahr starb 1921, seine Frau Helene 1928, und Ehrenberg gelangte an den Sohn Nikolaus Sahrer von Sahr.

### Nach 1945
Da er und Elisabeth ehe- und kinderlos blieben, sollte der Ehrenberger Besitz an Auguste, verheiratete Welck, gehen. Doch die Ereignisse nach dem Zweiten Weltkrieg verhinderten dies. Am 2. September 1945 erfolgte die Bodenreform in Sachsen und damit die Enteignung der Familie Sahrer von Sahr. Elisabeth und Nikolaus wurden unter unmenschlichen Bedingungen auf die Insel Rügen deportiert und gefangen gehalten. Der 63-jährige Nikolaus überstand dies nicht. Er starb am 1. Dezember 1945 an den Folgen. Elisabeth gelang die Flucht in die damalige Westzone nach Ellwangen, wo sie bei der Familie von Welck Zuflucht fand. Mit dem Tod von Nikolaus Sahrer von Sahr, der keine Ehe einging und Karl Detlev Siegfried Sahrer von Sahr auf Dahlen, dessen Ehe kinderlos blieb, starb das Geschlecht derer von Sahr aus.

### Verfall
In das Schloss zogen nach der Bodenreform Neubauern ein. 1948 wurde das Gebäude bis auf den sogenannten Kapellenflügel abgerissen. Dieses Teilstück wurde noch bis ca. 1988 bewohnt und verfiel im Anschluss gänzlich.